# Волковское водохранилище
Волковское водохранилище — водоём в городе Каменске-Уральском Свердловской области на реке Исети (приток Тобола).

## Описание

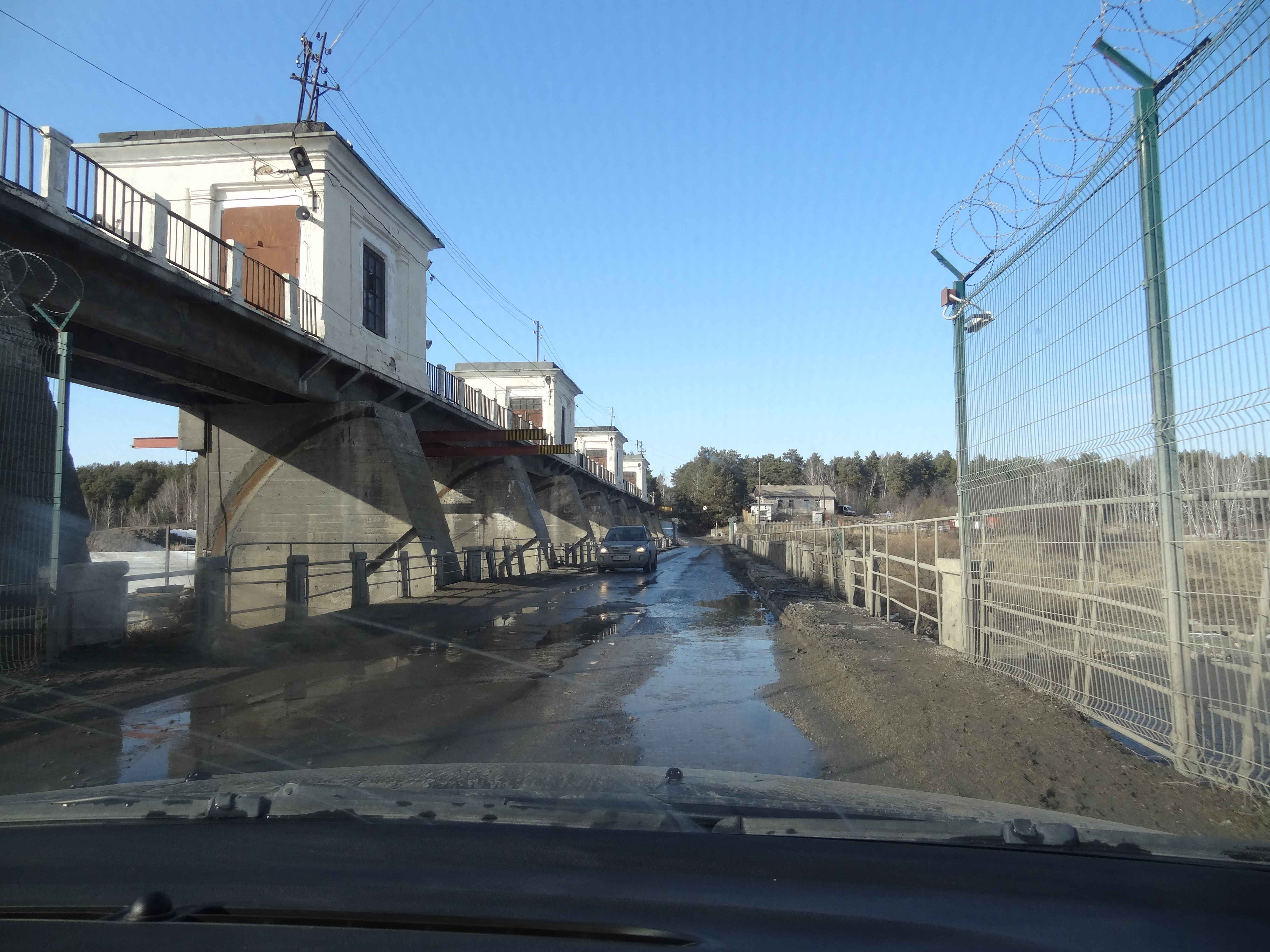
Volkovskaya Dam 01

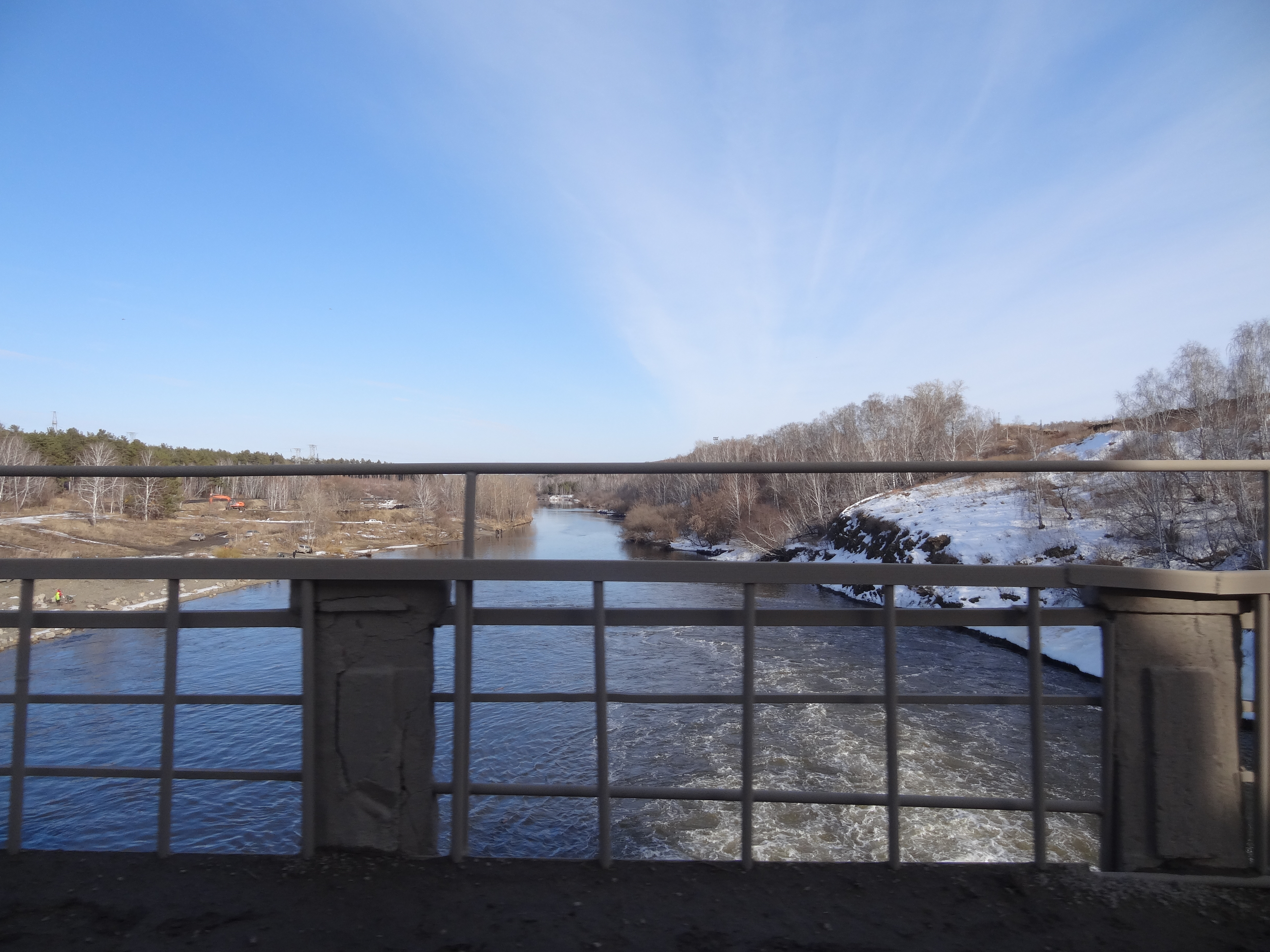
Вид с плотины вниз по течению Исети

Водохранилище образовано плотиной. Название получило от ближайшего села — Волковского (в 1936 году вошло в состав города). Строительство плотины началось 13 мая 1935 года. Проектирующей организацией выступило Ленинградское отделение «Гидроэлектропроекта» сейчас «Гидропроект». Бетонная конструкция плотины опирается на порфиритовую скалу, перепад высоты — 17 м. Плотина оборудована восемью регулируемыми водосливами, по ней проложен шоссейный мост и пешеходный тротуар. Здания в верхней части плотины оформлены плоскими пилястрами и профилированными карнизами. В 1939 году Волковская плотина была введена в эксплуатацию и стала первой бетонной плотиной на Урале. Своим объёмно-планировочным решением Волковская плотина напоминает плотину на реке Истре (проект архитектора М. Г. Куповского).
Длина получившегося водохранилища — 20 км, ширина — до 2,5 км.
Объём воды при НПУ (119,5 метров) — 14,1 млн м³, площадь зеркала 3,6 км².
Высота плотины от подошвы до верхней части достигает 25 м, длина плотины по верху бетонной части — 160 м. Водохранилище обслуживает Уральский алюминиевый завод, Красногорскую ТЭЦ и промышленные нужд предприятий города. По плотине проходит двухполосная автомобильная дорога и пешеходный тротуар. Подпор воды чувствуется на 9 км вверх по течению реки.
В. П. Шевалев даёт следующее описание: «Построенная для нужд Уральского алюминиевого завода в тридцатых годах плотина у села Волково образовала большое водохранилище. Подпор воды чувствуется на 9 километров вверх по течению реки. Высота уреза воды Красногорского пруда — 119 метров. Уровень воды за плотиной лежит на высоте 106 метров над уровнем Балтийского моря. Ниже с. Волково, где река размывает рыхлые, более молодые отложения, её долина расширяется до 1—2 километров, склоны становятся более пологими. Русловая часть долины Исети невелика, пойма часто отсутствует и образуется только там, где на берегах выходят рыхлые породы. Ниже Красногорского пруда, где скальные породы уходят в глубину, уже хорошо проступают пойменная и другие террасы.»
Площадь водосбора 5420 км².

### Современное состояние
2013
В октябре 2013 года Виктор Якимов вместе с Председателем областного правительства Денисом Паслером в ходе рабочего визита в Каменск-Уральский осмотрели акваторию реки Исеть в районе Волковской плотины. Целью визита стала необходимость решить проблемы горячего водоснабжения города, так как около 90 тысяч каменцев получают горячую воду, приготовленную из исходной воды, взятой именно из этого водоёма. Изначально Волковское водохранилище, введённое в эксплуатацию в 1939 году, предназначалось для промышленного водоснабжения Красногорской ТЭЦ, Уральского алюминиевого завода и ряда других предприятий. Однако в последующие годы эта же вода была использована как исходная при реализации схемы горячего водоснабжения бытовых потребителей.
По оценкам, произведённым специалистами в 1986 году, из 14,1 млн кубометров нормативного объёма водохранилища 5 миллионов кубов составляли иловые отложения. В 2000 году объём отложений увеличился до 7 миллионов кубометров. Водолазное обследование дна прилегающей к плотине акватории, произведённое в 2006 году, подтвердило наличие песчано-иловых отложений толщиной до семи метров, что составляет почти половину проектной глубины. Ситуация в районе водозабора, удалённом от створа плотины на 1,5 км, ещё хуже. Негативные данные по качеству исходной воды Волковского водохранилища подтверждаются результатами мониторинга. У этой проблемы есть два пути решения: первый ― очистить дно от иловых отложений, второй ― построить вторую нитку водозабора из Сысерти.
Иловые отложения сегодня мешают и водозабору для Красногорской ТЭЦ. По словам технического директора ― главного инженера ТЭЦ Сергея Панкратова, нижние окна системы уж заилены. И этот процесс продолжается. О степени заиливания дна говорят и такие явления, как увеличение количества островов в бассейне реки, соответствующие запах и мутность. По свидетельствам очевидцев, в годы войны и после неё сюда сбрасывали всё, в том числе и промышленные предприятия.
2015
В июне 2015 года прокуратура проверила ряд гидротехнических сооружений в Свердловской области и выявила массу нарушений. В частности, в ходе проверки Волковской плотины установлено, что последнее имеет конструктивные недостатки и повреждения: состояние сегментных затворов неудовлетворительное, требуется капитальный ремонт. Проверка показала, что гидротехническое сооружение не охраняется должным образом, отсутствует их преддекларационное обследование, а организация, которая эксплуатирует гидротехническое сооружения не имеет договоров страхования обязательной гражданской ответственности собственника опасного объекта. Не в полном объёме соблюдаются и требования ст.ст. 9, 19 Федерального закона «О безопасности гидротехнических сооружений», касающиеся необходимости разработки и утверждения планов локализации и ликвидации аварий на гидротехнических сооружениях.

## Данные водного реестра

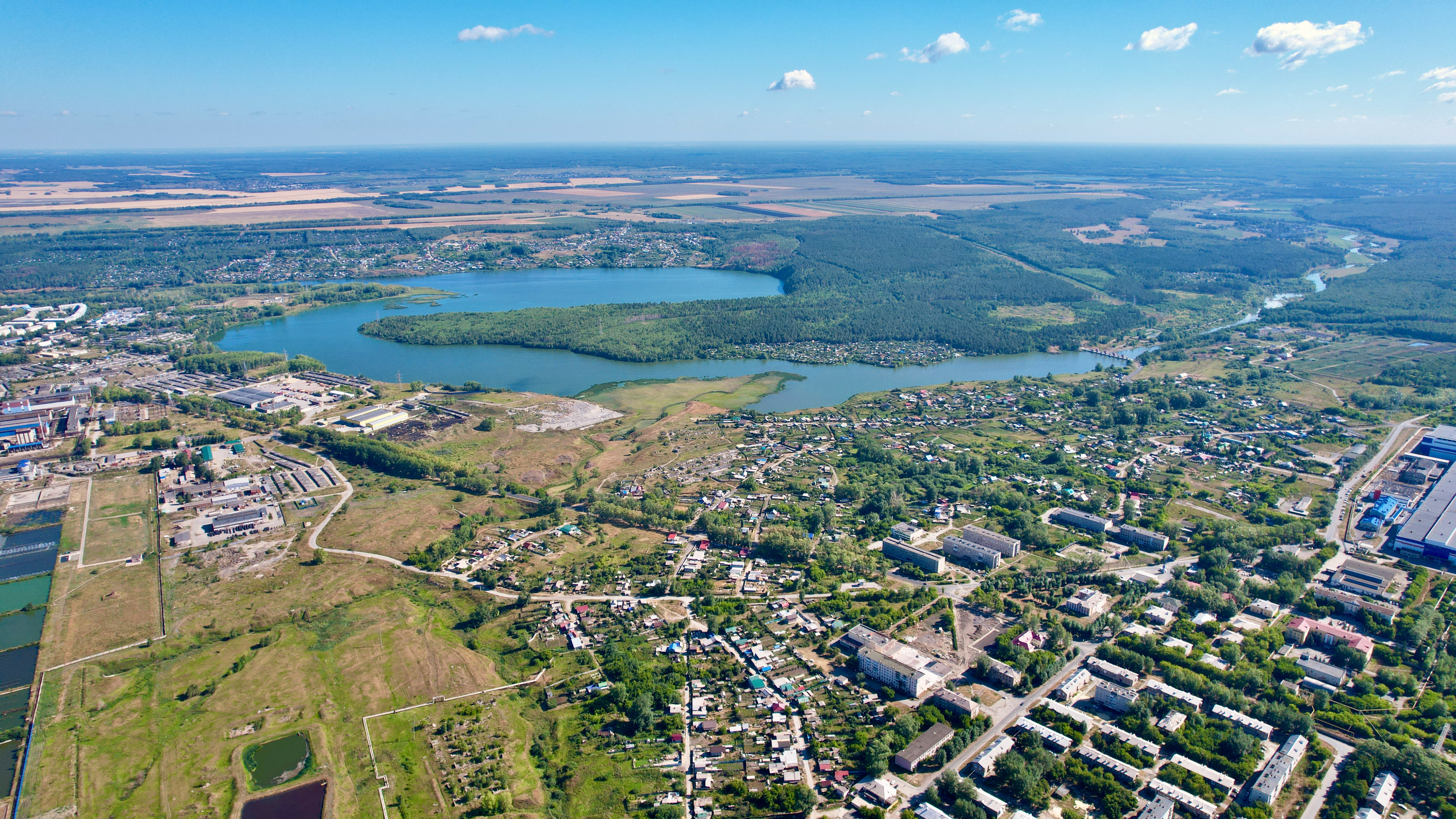
Вид с высоты из города

По данным государственного водного реестра России, водохранилище относится к Иртышскому бассейновому округу, водохозяйственный участок реки — Исеть от города Екатеринбурга до впадения реки Течи, речной подбассейн реки — Тобол. Речной бассейн реки — Иртыш. Код водного объекта — 14010500621499000000010.

## Волковское обнажение шаровых лав
В 80 метрах от волковской плотины на левом берегу Исети находится памятник природы «Волковское обнажение шаровых лав».
Геологический и ботанический памятник природы регионального значения «Волковское обнажение шаровых лав», общей площадью полгектара, образован в целях обеспечения надлежащей охраны выходов шаровых и подушечных лав высотой до семи метров, проросших мхом и лишайником. По результатам исследований вулканологов, подводные извержения происходили на глубине более 3000 метров. Природная территория состоит из одного участка и занимает 123 квартал Городского лесничества Каменско-Уральского лесхоза. «Волковское обнажение шаровых лав» области относится к канатным и шаровым лавам подводного излияния времён девонского периода, возраст их насчитывается более 360 миллионов лет, они являются свидетелями подводного вулканизма и настоящим природным наследием удивительного Уральского региона.